# شتيرن

شعار شتيرن

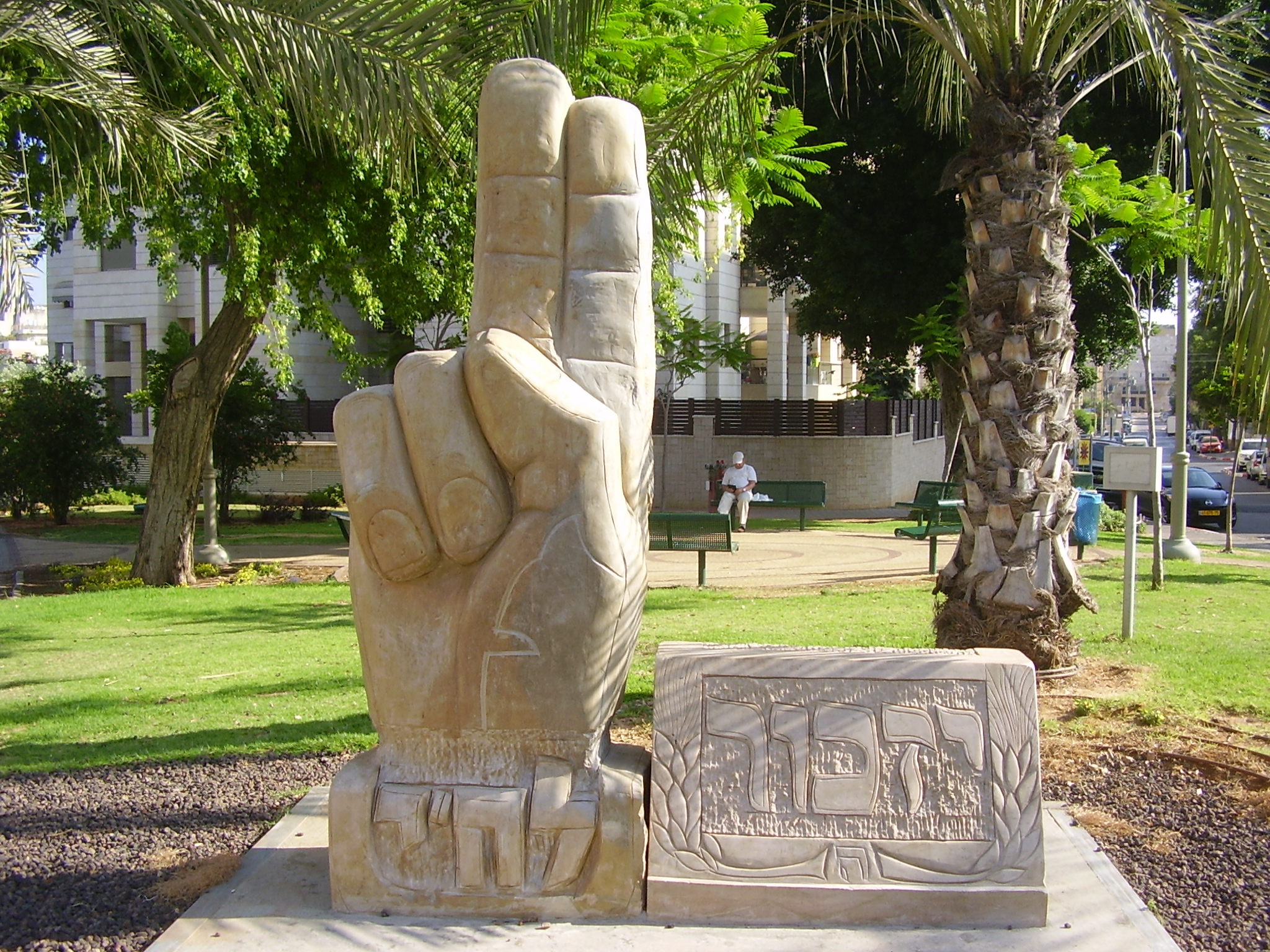
إحياء ذكرى شتيرن في مستوطنة بتاح تيكفا

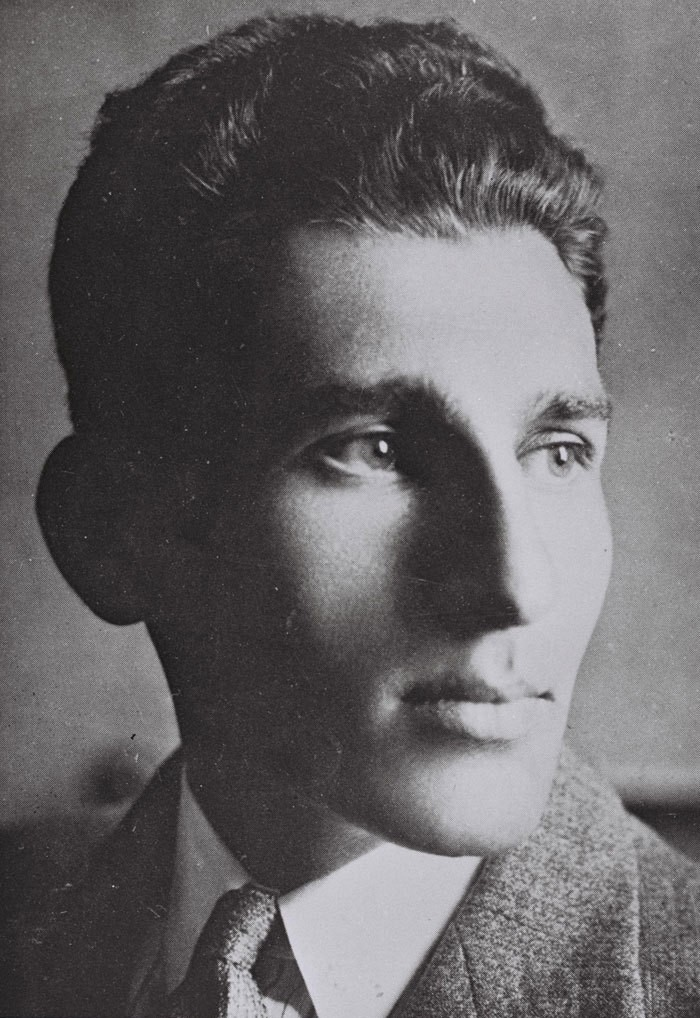
أبراهام شتيرن مؤسس العصابة

شتيرن أو ليحي ((بالعبرية: לח"י – לוחמי חרות ישראל‏) لوحامي حيروت إسرائيل – ليحي، «المقاتلون من أجل حرية إسرائيل – ليحي»)، منظمة عسكرية صهيونية أسسها البولندي أبراهام ("يائير") شتيرن عرفت الساحة الفلسطينية نشأة العديد من المنظمات الصهيونية القتالية. منظمة معروفة على نطاق واسع باسم عصابة شتيرن وتعد من أكثر الميليشيات الصهيونية شراسة وشهرة. كانت شتيرن تفضل التحالف مع ألمانيا النازية بدلاً من بريطانيا.

## النشأة
بعد الانشقاق الذي حدث في صفوف منظمة الإرجون الصهيونية في أعقاب موت السياسي اليهودي جابوتنسكي في عام 1940، قام اليهودي إبراهام شتيرن بتأسيس مجموعة أطلق عليها اسم «المحاربون من أجل حرّية إسرائيل» والتي تُعرف باسم «شتيرن» نسبة إلى مؤسسها. ويعود السبب الرئيسي لإنشاء جماعة شتيرن لرغبة مؤسسها وأتباعة العمل المستقل خارج نطاق وتوجيهات المنظمة الصهيونية العالمية، بل وحتى بعيداً عن مظلّة الهاجاناه، الذراع العسكري للمنظمة الصهيونية على أرض فلسطين قبل إعلان دولة إسرائيل في عام 1948.

## أسباب الانشقاق
تتلخص أسباب انشقاق شتيرن عن منظمة الإرجون في النقاط الرئيسية التالية:
- بالرغم من محاربة بريطانيا لألمانيا النازية (ألد أعداء اليهود) في الحرب العالمية الثانية، إلا أن شتيرن ترى بضرورة محاربة قوات الانتداب البريطاني على فلسطين.
- الرفض لمبدأ الانضمام في صفوف الجيش البريطاني.
- بالرغم من التعاون بين قوات الانتداب البريطاني والمنظمات العسكرية الصهيونية في فلسطين، إلا أن شتيرن لا تدّخر جهداً في ضرب قوات الانتداب البريطانية أو التّعاون مع من يرغب في ضربها لإعاقة قوات الانتداب البريطانية عملية قيام دولة إسرائيل.

## الأهداف
أهداف مجموعة شتيرن شديدة التطرف وتتلخص في النقاط التالية:
- الاستيلاء على أرض فلسطين بالقوة العسكرية.[1]
- تحقيق حلم إنشاء دولة إسرائيل بالتخلّص من جميع «المحتلّين» العرب.
- الحدود الجغرافية لهذا الحلم تمتد من نهر الفرات شرقاً إلى نهر النيل غرباً.
- وجوب إنشاء جيش يهودي يقوم على حماية هذا الحلم.
- لا يتحقق هذا الحلم إلا بجلاء قوات الانتداب البريطاني عن أرض فلسطين.
- تنظيم هجرة اليهود في «الشتات» إلى أرض فلسطين.
- حل مشكلة السكان «الغرباء» [أي السكان العرب في فلسطين] عن طريق تبادل السكان.

## جرائم شتيرن
- لقي ابراهام شتيرن مصرعه في العام 1942 على يد قوات الانتداب البريطانية بعدما تعقّبته وقام أنصار شتيرن بالثأر لمصرعه باغتيال اللورد موين، الوزير البريطاني لشؤون الشرق الأوسط في القاهرة في تاريخ 6 نوفمبر 1944.
- نسف المعسكرات العربية والبريطانية ومن بينها سرايا يافا في نوفمبر 1947.
- ذابت شتيرن في الجيش الإسرائيلي في مايو 1948 إلا أن تمرّداً حصل في صفوفة في القدس، وأطلق المتمردون على أنفسهم اسم «جبهة الوطن» وقام المتمردون باغتيال الكونت برنادوت. تحفّظت حكومات العالم على اغتيال الكونت برنادوت وابدت استياءها، وشكّل التحرك العالمي باغتيال الكونت برنادوت ضغطاً على الحكومة الإسرائيلية وقامت بالقاء القبض على منفّذي عملية الاغتيال وسجنهم ومن ثمّة أطلقت سراحهم بعفو خاص.
- مذبحة دير ياسين بالتعاون مع الإرجون في 1948.

## مكافأة وتكريم
صرفت الحكومة الإسرائيلية رواتب تقاعدية لمنتسبي منظمة شتيرن ومنحت لبعض أفراد المنظمة نياشين «محاربي الدولة»، وبمرور السنين، تلاشت منظمة شتيرن داخل الجيش الإسرائيلي. ولا تمرّ ذكرى مقتل شتيرن مرور الكرام، إذ يقوم السّاسة الإسرائيليون ومسؤولو الحكومة بحضور تأبين ابراهام شتيرن في كل عام. وقامت الحكومة الإسرائيلية في العام 1978 باصدار طابع بريدي يحمل صورته. من الجدير بالذكر ان قائد عملياتها في أواخر الاربعينات اسحق شامير أصبح فيما بعد رئيسا للحكومة الإسرائيلية.

## رفع السرية عن علاقة ليحي مع النازية
في العام 2023 تم رفع السرية عن وثائق في أرشيف دولة إسرائيل تؤكد أن بعض مؤسسي إسرائيل من منظمة ليحي تعاونوا مع ألمانيا النازية. وكشفت الوثائق عن لقاءات بين قيادات صهيونية ومسؤول من وزارة الخارجية الألمانية النازية في بيروت في نهاية عام 1940. تم خلالها اقتراح التعاون بين الميليشيات اليهودية والنازيين. كما وافقت القيادات الصهيونية على "المشاركة النشطة في الحرب إلى جانب ألمانيا"، وعلى تشكيل "شراكة مصالح".

## روابط خارجية
- شتيرن من الجزيرة نت